# 横浜市立富岡小学校
横浜市立富岡小学校（よこはましりつ とみおかしょうがっこう）は、神奈川県横浜市金沢区富岡西にある公立小学校。

## 周辺
- 京急富岡駅
- 富岡西公園
- せせらぎ緑道

## 沿革
- 1873年（明治6年）4月 - 富岡学舎として開校
- 1879年（明治12年）3月 - 武蔵国久良岐郡村立富岡小学校と改称
- 1892年（明治25年）4月 - 尋常富岡小学校と改称
- 1923年（大正12年)  9月 - 関東大震災により、大部分倒壊
- 1936年（昭和11年）10月 - 金沢町が横浜市に編入され、横浜市富岡尋常高等小学校となる
- 1941年（昭和16年）4月 - 横浜市立富岡国民学校と改称
- 1945年（昭和20年）9月 - 現在地に移転
- 1947年（昭和22年）4月 - 新学制実施により、横浜市立富岡小学校となる
- 1962年（昭和37年）9月 - 校歌制定
- 1973年（昭和48年）4月 - 西富岡小学校開校
- 1973年（昭和48年）6月 - 創立100周年記念式典
- 1978年（昭和53年）9月 - 並木第一小学校開校
- 1991年（平成3年）4月 - 小田小学校開校

## 教育方針

### 学校教育目標
と…共に
み…認め
お…教え合い
か…輝こう

## アクセス
- 京急本線 京急富岡駅下車徒歩7分
- 京急本線 能見台駅下車徒歩15分

## 著名な出身者
- 下川隼佑（プロ野球選手）
- 竹中直人（俳優）